# 悪女/AKUJO
『悪女/AKUJO』（朝: 악 녀 ; Aknyeo、原題: The villainess)は、2017年に韓国で制作されたアクション映画。2017年5月の第70回カンヌ映画祭で世界初公開された。

## あらすじ
幼い頃に父親を殺害された少女・スクヒは、北朝鮮マフィアの若頭ジュンサンに拾われ、彼のもとで育て上げられた。やがて二人は恋に落ち結婚するが、ジュンサンは敵対するソウルの組織に暗殺される。怒りに燃えたスクヒは敵アジトにたった一人で乗り込み組織を壊滅させたが逮捕される。国家が秘密裏に運営する暗殺者養成施設へ数年間所属した彼女は、身分を偽って国家直属の暗殺者となり新たな人生を歩むが…。

## キャスト
- スクヒ - キム・オクビン（日本語吹替: 志田有彩）
- イ・ジュンサン - シン・ハギュン（日本語吹替: 平川大輔）
- チョン・ヒョンス - ソンジュン（日本語吹替:益山武明）
- クォン部長 - キム・ソヒョン（日本語吹替: 水瀬郁）
- ソン - チョ・ウンジ（日本語吹替: 相川奈都姫）
- ウネ - キム・ヨヌ（日本語吹替: 内山茉莉）
- ミンジュ - ソン・ミンジ（日本語吹替: 池田海咲）
- その他の日本語吹替 - 下川涼/さかき孝輔/烏田裕志/木村涼香/堀総士郎